# Gazpacho pastor
El gazpacho pastor es un plato de Cuenca, provincia de Castilla. La base del plato consiste en unas tortas de cenceña a las que se añaden carnes de caza, cerdo, y especias aromáticas como pimentón, tomillo, romero, etc. Todo bien amasado en forma de tortilla que se sirve con uvas, pasas o aceitunas.
Hay diferencia entre este gazpacho y el gazpacho manchego. Al cocinar el gazpacho pastor, se le debe dejar evaporar toda el agua y luego tostarlo en una sartén.

## Características

### Ingredientes
Los ingredientes de la receta tradicional son:
-Torta de cenceña
-Perdiz
-Conejo de campo
-Gallina
-Jamón serrano
-Agua
-Pimentón
-Ajo
-Tomillo
-Romero
-Orégano
-Laurel
-Sal
-Uvas/pasas o aceitunas

### Preparación
La preparación de este plato se puede organizar en 6 pasos:
1 - Cocer las carnes en el agua, dejarlas enfriar y espinzar para quitarle todos los huesos y dejarlo con la textura deseada, reservando el agua usada para la cocción.
2 - Calentar el aceite y dorar los ajos.
3 - Freír el pimentón e inmediatamente añadir el agua de cocción de la carne.
4 - Incorporar las tortas en trozos y cocerla durante unos 10 minutos.
5 - Añadir la carne y dejar cocer todo junto hasta que tenga la textura deseada, para lo cual podremos añadir un poco más de agua de cocción o bien aceite de freír pimentón.
6 - Servir con uvas, uvas pasas o aceitunas.